# دنی لاتسا

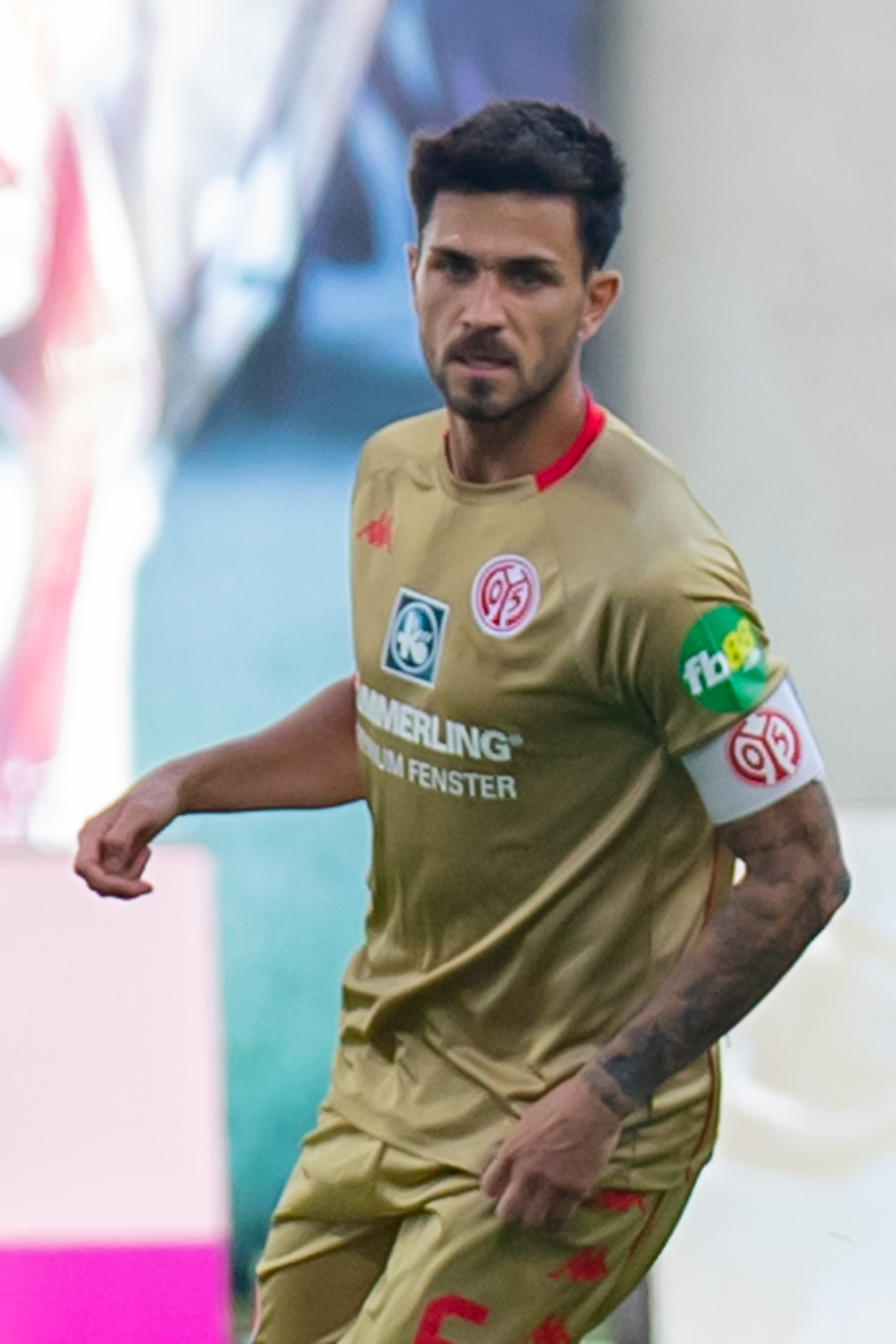
نگاره دنی لاتسا

دنی لاتسا (انگلیسی: Danny Latza؛ زادهٔ ۷ دسامبر ۱۹۸۹) یک بازیکن فوتبال اهل آلمان است.
از باشگاه‌هایی که در آن بازی کرده‌است می‌توان به بوخوم، شالکه ۰۴، باشگاه فوتبال دارمشتات ۹۸ و ماینتس ۰۵ اشاره کرد.